# بودنفيردر
بودنوردر (بالألمانية: Bodenwerder) هي بلدة ألمانية تقع في ألمانيا في سكسونيا السفلى. يقدر عدد سكانها بـ 5,950 نسمة .

## أعلام
- البارون مونخهاوزن